# Autobusová doprava

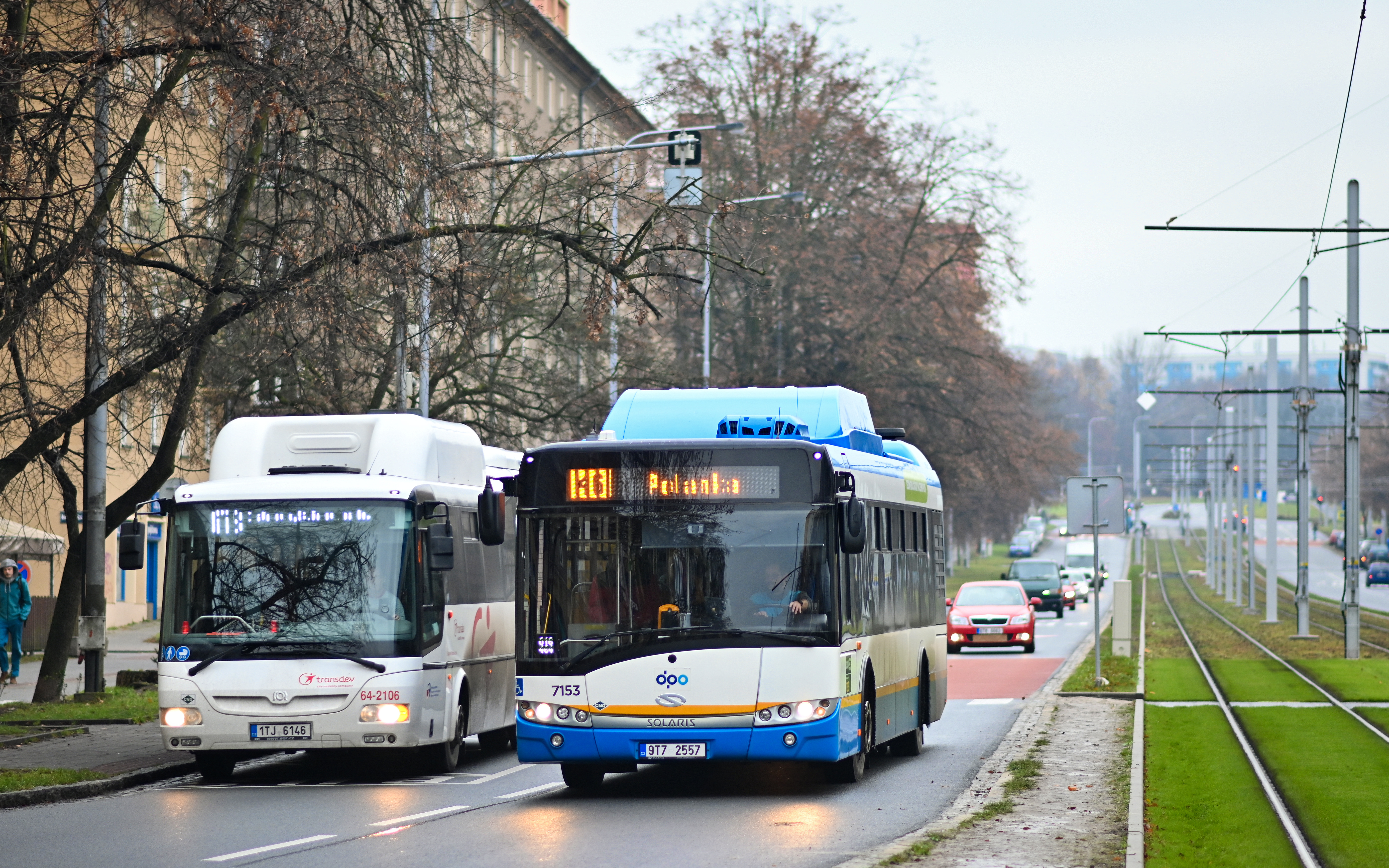
Příměstský a městský autobus v Ostravě.

Autobusová doprava je silniční doprava pro přepravu osob (osobní doprava), uskutečňovaná autobusy.

## Dělení
Podle pravidelnosti:
- pravidelná (linková) – veřejná nebo zvláštní (neveřejná)
- příležitostná (např. zájezdová, doprava u jednorázových akcí, jízdy bez pevného jízdního řádu a pevně určených tras a zastávek atd.)

Podle místa uskutečnění:
- městská
- příměstská a regionální
- meziměstská a dálková
- mezinárodní

Podle způsobu financování:
- komerční – financovaná buď pouze z jízdného nebo soukromoprávním subjektem, provozovaná svým jménem a na svůj účet
- dotovaná – zajišťující dopravní obslužnost na základě objednávky veřejného samosprávného celku, pak provozovanou jménem objednatele
- soukromá – je-li např. autobus majetkem soukromé osoby

## Historie
Od roku 1905 na území Rakouska-Uherska jezdily poštovní autobusy, které kromě zásilek dopravovaly i omezený počet osob. Rakouský Postbus slavil v roce 2007 výročí 100 let společnosti od roku 1907.
V českých zemích byly první poštovní linky zavedeny roku 1908, a to linka Pardubice – Bohdaneč (11 km, 64 minut) a Pardubice – Holice. Na linkách jezdily čtyři omnibusy Laurin & Klement HOS s dřevěnou karoserií, čtyřválcovým benzinovým motorem a řetězovým pohonem zadních kol a s dřevěnými koly s obručemi z plné gumy. Při optimální rychlosti 26 km/h (maximální dovolená rychlost byla 28 km/h v obci a 15 km/h za tmy) měl vůz spotřebu až 62 litrů benzinu na 100 km. Po roce 1910 vznikaly soukromé linky veřejné dopravy například na trasách Mariánské Lázně – Kynžvart, Mariánské Lázně – Karlovy Vary, Příbram – Dobříš, Praha – Mělník i jinde. Kromě vozů Laurin & Klement se používaly ještě vozy Austro Daimler.
Koncese na provozování autobusové dopravy začaly rakouské úřady udělovat kolem roku 1911. V roce 1914 bylo koncesováno již 23 linek rakouské poštovní autobusové dopravy o délce 4706 km. Za první světové války byl provoz přerušen, ale po ní se dále rozvíjel. V roce 1927 zřídila první autobusovou linku mezi Chrudimí a Pardubicemi i správa železnic. Ke sloučení silniční dopravy státních pošt s autobusovou dopravou ČSD došlo v roce 1933.
Ve Švýcarsku byl poprvé poštovní koněspřežný omnibus nahrazen autobusem 1. června 1906 na lince Bern – Detlingen a od října 1906 na lince Bern – Papierműhle. Po první světové válce odkoupila pošta od armády 100 nákladních automobilů a z nich 40 přestavěla na autobusy, jejichž síť navazovala na železnici. Od roku 1919 začaly autobusové linky postupně překonávat i alpské průsmyky. Od roku 1924 se používaly jen autobusy s pneumatikami. Poslední koněspřežná poštovní linka, Avers – Juf, fungovala až do roku 1961.